# Grameen banka
Grameen banka (bangalski: গ্রামীণ ব্যাংক) mikrofinancijska je organizacija osnovana u Bangladešu s ciljem davanja malih zajmova (poznatih i kao mikrokrediti) siromašnim ljudima bez da traži jamčevinu. Sistem se temelji na ideji da siromašni nisu siromašni zbog manjka sposobnosti ili potencijala, već zato što ne mogu ili ne znaju iskoristiti svoje sposobnosti i potencijale. Banka se također bavi razvojnim projektima u tekstilnoj i telekomunikacijskoj industriji te energetici. Organizacija i njen osnivač Muhammad Yunus zajedno su dobili Nobelovu nagradu za mir 2006. godine.

## Vanjske poveznice
Službena stranica Grameen banke